# Ô vous, frères humains
Ô vous, frères humains est un livre d'Albert Cohen paru en 1972.
Au milieu de réflexions désabusées et souvent drôles sur le monde, Albert Cohen, qui se sent mourant, revient sur un épisode de son enfance, quand, à l'âge de dix ans, il fut traité de « youpin » par un camelot et sommé de s'en aller. On y retrouve de nombreux thèmes chers à Cohen, tels que l'hypocrisie des valeurs spirituelles bourgeoises et le culte des hommes pour la force.
À l'époque de l'incident, le jeune Albert Cohen vivait à Marseille.

## Citations
- « Si ce livre pouvait changer un seul haïsseur, mon frère en la mort, je n'aurais pas écrit en vain » (chapitre III)
- « Oh, ces comiques mâles qui circulent, velus descendants d'anthropopithèques et adorateurs de la force, animal pouvoir de meurtre, qui circulent en croyant qu'ils seront toujours vivants, et ils discutent avec une basse passion de cette chère équipe de football qui n'aurait pas dû être battue, et quel coup pour l'honneur national, et c'est la faute de ce fumier d'arbitre, et ils discutent aussi, avec une fureur d'amour, de la glorieuse victoire de leur héros national, cet admirable coureur cycliste qui sait tout aussi bien qu'un singe remuer vite ses pattes sur deux roues, et ils le vénèrent et l'adorent, ces crétins, et de sa victoire ils sont heureux, ces malheureux, et ils ne se doutent pas que le bois de leur cercueil existe déjà, dans une scierie ou dans une forêt, et les attend » (chapitre V)
- « De cette immense folie des singes savants, de cette incroyable folie, je n'en reviens pas et n'en finis pas d'en revenir. Et tout en clamant depuis des siècles leur amour du prochain, tout en s'en délicieusement gargarisant, ces singes vêtus continuent à admirer la force sous tous ses masques, l'horrible force qui est capacité de nuire et dont l'ultime racine et sanction est l'ultime pouvoir de tuer » (chapitre VI)

## Adaptation
Le roman est adapté par Luz sous le même titre en bande dessinée, éditée par Futuropolis en 2016.Une exposition est consacrée à cette œuvre en 2017.